# William Goodfellow
William Goodfellow, né le 15 janvier 1988 à Dorval, est un coureur cycliste canadien, membre de l'équipe Yoeleo Test p/b 4Mind.

## Biographie
Chez les juniors (moins de 19 ans), William Goodfellow devient champion du Québec de vitesse par équipes en 2005. En 2006, il remporte le titre de champion du Québec du contre-la-montre devant Guillaume Boivin. Il se classe également deuxième du Tour de l'Abitibi et participe aux championnats du monde de Gand.
En 2010, il est sacré champion du Québec chez les élites devant Antoine Duchesne. Il termine également deuxième de la Classique Montréal-Québec Louis Garneau et huitième de l'Univest Grand Prix. L'année suivante, il part courir en Europe au sein de l'équipe continentale belge Lotto-Bodysol Pôle Continental Wallon, sans succès.
En 2014, il rejoint l'équipe de troisième division Silber. Le 27 novembre, il est annoncé qu'il a été contrôlé positif au mois d’août dernier lors des championnats du Québec à deux substances interdites : clenbutérol et darbépoétine, une forme synthétique d'EPO. Reconnaissant immédiatement sa faute, il est suspendu deux ans par le Centre canadien pour l’éthique dans le sport, et annonce mettre définitivement fin à sa carrière.
Il reprend finalement le cyclisme en 2016, à la fin de la suspension. En 2018, il termine troisième d'une étape du Tour du Sénégal.

## Palmarès sur route
- 2006
  -  Champion du Québec du contre-la-montre juniors
  - 2e étape du Tour de l'Abitibi (contre-la-montre par équipes)
  - 2e du Tour de l'Abitibi
- 2010
  -  Champion du Québec sur route
  - 2e de la Classique Montréal-Québec Louis Garneau

## Classements mondiaux
| Année            | 2010 |
| ---------------- | ---- |
| UCI America Tour | 344e |